# Floorball Deutschland Pokal (Frauen)

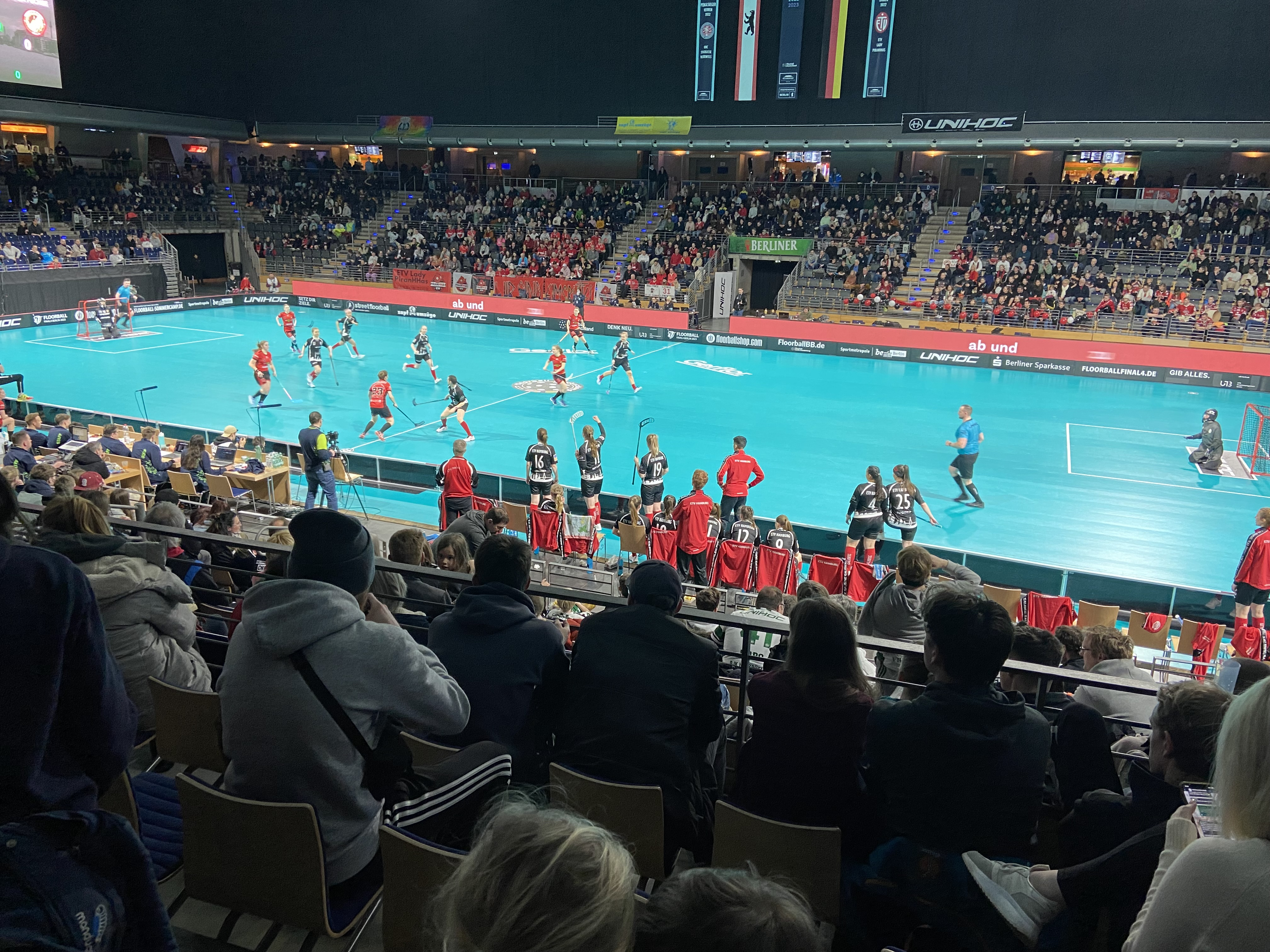
Finale zwischen Dümpten und Hamburg am 5. März 2023 in Berlin.

Der Floorball Deutschland Pokal der Frauen ist ein seit 2010/11 ausgespielter Pokalwettbewerb für deutsche Floorball-Damenmannschaften auf dem Großfeld. Ausgerichtet wird er von Floorball Deutschland (ehemals Deutscher Unihockey Bund, DUB).
In der Saison 2008/09 spielten erstmals Herrenmannschaften um einen deutschen Pokaltitel, Näheres dazu siehe hier: Floorball Deutschland Pokal.
Seit 2022 findet das Final 4 mit den Halbfinals und Finalspielen in der Max-Schmeling-Halle in Berlin statt.

## Modus
In der Saison 2010/11 nahmen elf Mannschaften am Pokalwettbewerb teil. In zwei regionalen Gruppen spielten die Teams um den Einzug in das Final-Four-Turnier.
Nach einjähriger Pause wurde 2013/14 der Pokal mit 10 Mannschaften im K.-o.-Modus weitergeführt und die final4 werden am selben Austragungsort und am selben Wochenende wie die Männer final4 ausgetragen.

## Titelträger
| Saison Final4-Ausrichter | 1. Platz                                         | 2. Platz                                         | Erg.                                             | Halbfinalisten |                                                  |
| ------------------------ | ------------------------------------------------ | ------------------------------------------------ | ------------------------------------------------ | --- | ------------------------------------------------ |
| 2024/25 Zwickau          | MFBC Leipzig                                     | ETV Lady Piranhhas Hamburg                       | 4:3 n. V.                                        | Red Devils Wernigerode (2:11 gegen Leipzig) SSF Dragons Bonn (1:10 gegen Hamburg)                                  |                                                  |
| 2023/24 Berlin           | ETV Lady Piranhhas Hamburg                       | Floorball-Club München                           | 5:2                                              | UHC Sparkasse Weißenfels (3:5 gegen Hamburg) SG Floorball Mainz / ESV Ingolstadt Schanzer Ducks (4:10 gg. München) |                                                  |
| 2022/23 Berlin           | Dümptener Füchse                                 | ETV Lady Piranhhas Hamburg                       | 3:2 n. V.                                        | MFBC Leipzig/Grimma (4:5 gegen Hamburg) UHC Sparkasse Weißenfels (2:7 gegen Dümpten)                               |                                                  |
| 2021/22 Berlin           | ETV Lady Piranhhas Hamburg                       | SSF Dragons Bonn                                 | 4:2                                              | MFBC Leipzig/Grimma (3:7 gegen Hamburg) UHC Sparkasse Weißenfels (2:6 gegen Bonn)                                  |                                                  |
| 2020/21 Berlin           | Aufgrund der Corona-Pandemie nicht stattgefunden | Aufgrund der Corona-Pandemie nicht stattgefunden | Aufgrund der Corona-Pandemie nicht stattgefunden | Aufgrund der Corona-Pandemie nicht stattgefunden                                                                   | Aufgrund der Corona-Pandemie nicht stattgefunden |
| 2019/20 Berlin           | Aufgrund der Corona-Pandemie ohne Sieger         | Aufgrund der Corona-Pandemie ohne Sieger         | Aufgrund der Corona-Pandemie ohne Sieger         | MFBC Leipzig/Grimma, UHC Sparkasse Weißenfels, Dümptener Füchse und ETV Lady Piranhhas Hamburg                     |                                                  |
| 2018/19 Leipzig          | MFBC Grimma                                      | USV TU Dresden                                   | 7:3                                              | SG Tübingen-Ludwigshafen/Karlsruhe (1:6 gegen Dresden) UHC Sparkasse Weißenfels (4:5 gegen Grimma)                 |                                                  |
| 2017/18 Berlin           | MFBC Grimma                                      | SSF Dragons Bonn                                 | 4:2                                              | Dümptener Füchse (2:4 gegen Bonn) SG Wernigerode/Chemnitz (4:9 gegen Grimma)                                       |                                                  |
| 2016/17 Dessau-Roßlau    | UHC Sparkasse Weißenfels                         | MFBC Wikinger Grimma                             | 4:3                                              | SG Dresden/Heidenau (2:9 gegen Weißenfels) Dümptener Füchse (5:7 gegen Grimma)                                     |                                                  |
| 2015/16 Döbeln           | UHC Sparkasse Weißenfels                         | MFBC Wikinger Grimma                             | 3:2                                              | Pink Ladys Münster (3:11 gegen Weißenfels) Dümptener Füchse (1:6 gegen Grimma)                                     |                                                  |
| 2014/15 Chemnitz         | UHC Sparkasse Weißenfels                         | MFBC Wikinger Grimma                             | 6:1                                              | ETV Lady Piranhhas (4:8 gegen Weißenfels) SSF Dragons Bonn (4:12 gegen Grimma)                                     |                                                  |
| 2013/14 Wyk auf Föhr     | UHC Sparkasse Weißenfels                         | MFBC Wikinger Grimma                             | 6:5 S.D.                                         | ETV Lady Piranhhas (2:3 gegen Weißenfels) SG Berlin (2:6 gegen Grimma)                                             |                                                  |
| 2012/13                  | nicht ausgetragen                                | nicht ausgetragen                                | nicht ausgetragen                                | nicht ausgetragen                                                                                                  |                                                  |
| 2011/12 Hamburg          | UHC Sparkasse Weißenfels                         | SG Bordesholm/Hamburg                            | 6:0                                              | ASV Köln (1:5 gegen Weißenfels) MFBC Wikinger Grimma (1:5 gegen Bordesholm)                                        |                                                  |
| 2010/11 Ingolstadt       | MFBC Wikinger Grimma                             | UHC Sparkasse Weißenfels                         | 3:2 n. V.                                        | TSV Bordesholm (1:7 gegen Grimma) TV Eiche Horn (0:4 gegen Weißenfels)                                             |                                                  |

## Statistik
| - Pokalsiege: - 5 ×: UHC Sparkasse Weißenfels - 4 ×: MFBC Wikinger Grimma - 2 ×: ETV Lady Piranhhas Hamburg - 1 ×: Dümptener Füchse - Vizepokalsiege: - 4 ×: MFBC Wikinger Grimma - 3 ×: ETV Lady Piranhhas Hamburg (1 × als SG Bordesholm/Hamburg) - 2 ×: SSF Dragons Bonn - 1 ×: UHC Sparkasse Weißenfels - 1 ×: TSV Bordesholm (als SG Bordesholm/Hamburg) - 1 ×: USV TU Dresden - 1 ×: FBC München | - Finalteilnahmen: - 9 ×: MFBC Wikinger Leipzig/Grimma - 7 ×: UHC Sparkasse Weißenfels - 5 ×: ETV Lady Piranhhas Hamburg (1× als SG Bordesholm/Hamburg) - 2 ×: SSF Dragons Bonn - 1 ×: TSV Bordesholm (als SG Bordesholm/Hamburg) - 1 ×: USV TU Dresden - 1 ×: Dümptener Füchse - 1 ×: FBC München - 5 Höchste Finalsiege: - 6 Tore: Weißenfels – SG Bordesholm/Hamburg 6:0 (2012) - 5 Tore: Weißenfels – Grimma 6:1 (2015) - 4 Tore: Grimma – TU Dresden 7:3 (2019) - 3 Tore: Hamburg – München 5:2 (2024) - 2 Tore: Grimma – Bonn 4:2 (2018) - 2 Tore: Hamburg – Bonn 4:2 (2022) | - Final4-Teilnahmen: - 12 ×: MFBC Wikinger Leipzig/Grimma - 11 ×: UHC Sparkasse Weißenfels - 8 ×: ETV Lady Piranhhas Hamburg (1× als SG Bordesholm/Hamburg) - 5 ×: Dümptener Füchse - 4 ×: SSF Dragons Bonn - 2 ×: TSV Bordesholm (1× als SG Bordesholm/Hamburg) - 2 ×: USV TU Dresden (1× als SG Dresden/Heidenau) - 2 ×: Red Devils Wernigerode (1× als SG Wernigerode/Chemnitz) - 1 ×: TV Eiche Horn Bremen - 1 ×: ASV Köln - 1 ×: SG Berlin (BAT Berlin & Berliner TS) - 1 ×: Pink Ladys Münster - 1 ×: SSV Heidenau (als SG Dresden/Heidenau) - 1 ×: Floor Fighters Chemnitz (als SG Wernigerode/Chemnitz) - 1 ×: Tübingen Sharks (als SG Tübingen-Ludwigshafen/Karlsruhe) - 1 ×: VBC Olympia 72 Ludwigshafen (als SG Tübingen-Ludwigshafen/Karlsruhe) - 1 ×: DJK Giants Karlsruhe-Ost (als SG Tübingen-Ludwigshafen/Karlsruhe) - 1 ×: Floorball-Club München - 1 ×: Floorball Mainz (als SG Floorball Mainz / ESV Ingolstadt Schanzer Ducks) - 1 ×: ESV Ingolstadt Schanzer Ducks (als SG Floorball Mainz / ESV Ingolstadt Schanzer Ducks) |